# L'uomo che non cambiò la storia
L'uomo che non cambiò la storia è un film documentario del 2016 diretto da Enrico Caria.
Il film mescola animazione, materiale d’archivio e narrazione, ispirato ai veri diari inediti di Ranuccio Bianchi Bandinelli, uno dei massimi studiosi italiani di arte romana, considerato tra i padri dell’archeologia moderna.

## Trama
Negli anni Trenta, la fama scientifica di Ranuccio Bianchi Bandinelli lo rende una figura prestigiosa agli occhi del regime fascista, affamato di legittimazione culturale attraverso il richiamo all’Impero Romano. Eppure, Bandinelli è un convinto antifascista. Privatamente disprezza il regime e i suoi simboli, ma deve convivere con una realtà che lo strumentalizza.
Il nodo arriva nel 1938, con la visita ufficiale di Adolf Hitler in Italia. Bandinelli riceve un “cortese invito” a fare da cicerone a Hitler e Mussolini, guidandoli tra musei e siti archeologici a Roma e Firenze. Il bivio è lacerante: obbedire, vestire l’orbace, inchinarsi davanti ai due dittatori, oppure rischiare carriera, studi e forse la vita? Quando l’invito si trasforma in un ordine perentorio, da pubblico dipendente non ha più scelta.
Eppure, qualcosa cambia. Una volta “reclutato”, si rende conto che nessuno lo perquisisce o sorveglia. Anzi, ha libertà assoluta nel decidere tempi, percorsi, soste. Per quattro giorni, è a meno di un metro di distanza dai due uomini più pericolosi del mondo. 
E se li uccidesse? L’idea lo tormenta. La sua natura pacifica di studioso cozza con la tentazione di fare la cosa giusta, anche se estrema. Ne prende in considerazione la possibilità e arriva perfino a pianificarla nei dettagli, annotando tutto in un taccuino che, anni dopo, verrà pubblicato con il titolo Hitler e Mussolini 1938. Il viaggio del Führer in Italia.
Nei suoi appunti  rimane il ritratto ironico e irriverente dei due dittatori: grotteschi, megalomani, infantili, gelosi l’uno dell’altro e del tutto incapaci di comprendere l’arte e la bellezza che Bandinelli cerca invano di mostrargli. 

## Produzione
Il documentario, con la voce narrante di Stefano De Sando e la voce di Bandinelli interpretata da Claudio Bigagli, usa un linguaggio visivo originale fatto di animazioni e satira. Ha vinto il Globo d'oro nel 2017 per il miglior documentario ed è stato presentato fuori concorso al Festival di Venezia 2016.